# Emil Schlagintweit

Emil Schlagintweit

Emil Schlagintweit (* 7. Juli 1835 in München; † 20. Oktober 1904 in Zweibrücken) war ein deutscher Tibetologe, Sprachforscher, Orientalist und Jurist. 

## Leben
Emil Schlagintweit war der jüngste der fünf Söhne – Hermann, Adolf, Eduard, Robert und Emil – des Augenarztes Joseph Schlagintweit (1791–1854) und seiner ersten Ehefrau Rosalie Seidl (1805–1839). Sein besonderes Interesse galt dem Buddhismus in Tibet.
Emil machte 1853 sein Abitur am Wilhelmsgymnasium München.
1863 promovierte er im Fach Jura und verfasste ein grundlegendes Werk über den Buddhismus in Tibet (Buddhism in Tibet, 1863). 1864 wurde er korrespondierendes Mitglied der Bayerischen Akademie der Wissenschaften.

## Werke
- Die Gottesurtheile der Indier: Rede gehalten in der öffentlichen Sitzung der königl. Akademie der Wissenschaften am 28. März 1866 (1866). Kessinger Pub Co, 2010, ISBN 9781161097658. (Online-Zugriff)
- Die Konige Von Tibet (1866). Kessinger Pub Co, 2009, ISBN 9781120430076.
- Die Lebensbeschreibung von Padmasambhava dem Begründer des Lamaismus 747 n. Chr. Fabri-Verlag, Ulm 1990, ISBN 3980219925.
- Indien in Wort und Bild. Eine Schilderung des indischen Kaiserreiches. 2 Bände. Leipzig 1880–1881 (Digitalisat: Band 1, Band 2).
- Buddhism in Tibet by Emil Schlagintweit (1863).
- Emil Schlagintweit: Schlagintweit. In: Allgemeine Deutsche Biographie (ADB). Band 31, Duncker & Humblot, Leipzig 1890, S. 336–348. (mit Zusatz über Emil Schlagintweit am Ende des Familienartikels)